# Lluís Fabregat
Lluís Fabregat (Barcelona, 1902 - Barquisimeto, Veneçuela, 1973) va ser un baríton català.
A 18 anys va debutar amb la companyia de Frederic Caballé, al Teatre del Bosc de Barcelona. Va fer temporades de sarsuela i opereta amb Amparo Saus, Frederic Caballé, Eugeni Canals, Luis Calvo, Joan Pons, Miguel Fleta, Marcos Redondo, Emili Vendrell i Pedro Segura, entre d'altres. Se'n va anar a viure a Amèrica del Sud.

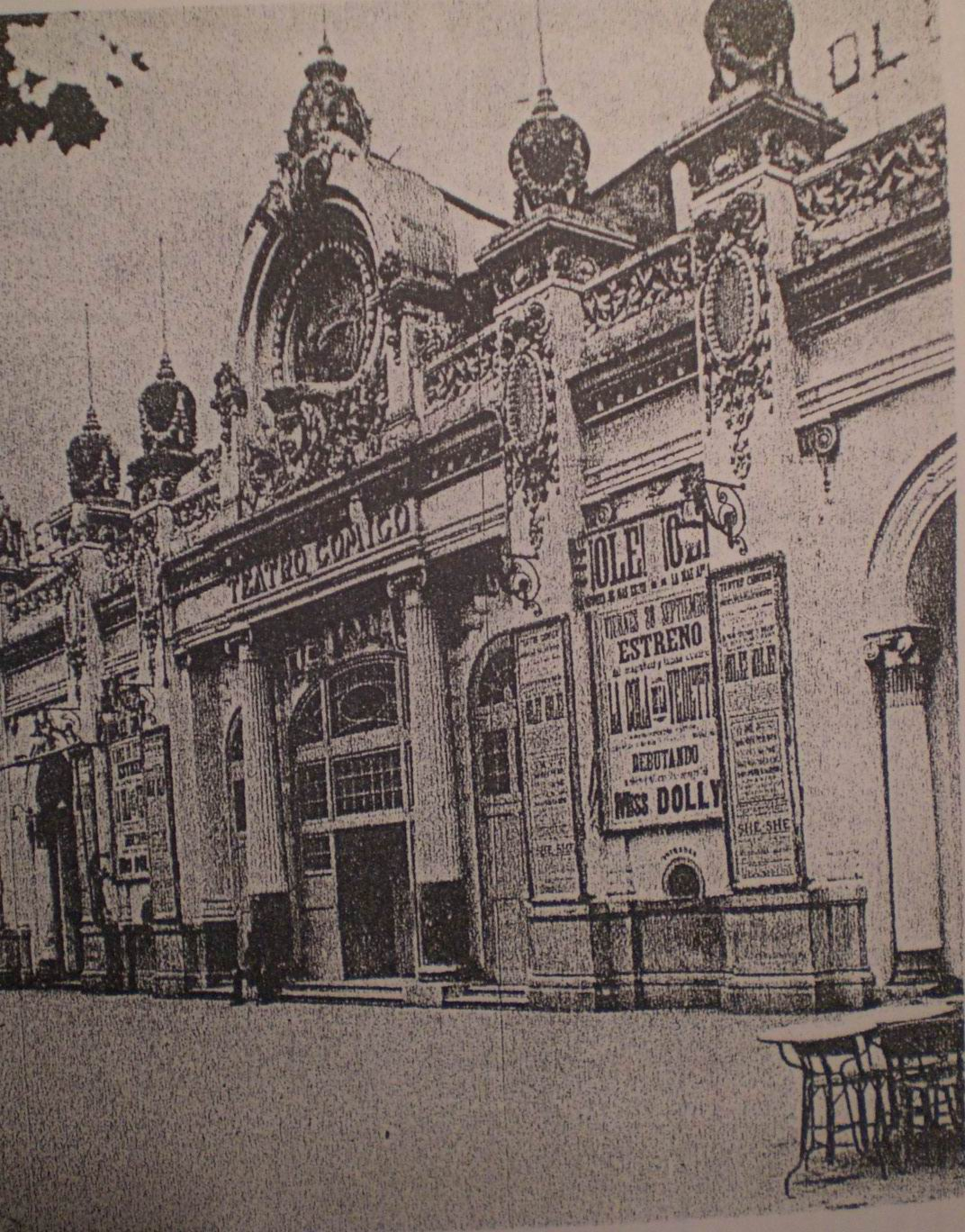
Postal del Teatre Còmic de Barcelona on Lluís Fabregat va fer la seva última actuació l'any 1946 abans de marxar a Sud-amèrica

## Anys d'activitat artística
- - 1922 (maig: Teatre Victòria, Paral·lel/Barcelona)
- – 1924 (gener: Teatre Apolo, Paral·lel/Barcelona)
- – 1925 (maig: Teatre Nou, Paral·lel/Barcelona)
- – 1930 (gener: Teatre Apolo, Paral·lel/Barcelona)
- – 1932 (abril: Teatre Nou, Paral·lel/Barcelona)
- – 1933 (octubre: Teatre Apolo, Paral·lel/Barcelona)
- – 1935 (gener: Teatre Victòria, Paral·lel/Barcelona
- – maig: Teatre Nou, Paral·lel/Barcelona)
- – 1942 (març: Teatre Còmic, Paral·lel/Barcelona
- – juliol: Teatre Circ Olympia, Barcelona)
- – 1944 (gener: Teatre del Circ Barcelonès, Barcelona)
- – 1946 (juny: Teatre Còmic, Paral·lel/Barcelona)[2]